# Здобич (фільм, 2022)
«Здобич» (англ. Prey) — американський художній фільм, фантастичний бойовик режисера Дена Трахтенберга за сценарієм Патріка Ейсона, який став частиною франшизи про Хижака. Прем'єра картини відбулася 21 липня 2022 року на San Diego Comic-Con.

## Сюжет
Дія відбувається у вересні 1719 року на територіях Великих Північних рівнин. Молода дівчина Нару з команчого племені, яка має навички лікаря, мріє стати великим мисливцем, як і її брат Таабе. Під час переслідування оленя з собакою Сарі, Нару стає свідком прибуття «громового птаха» (насправді це — космічний корабель, що десантує Хижака), беручи його за знак, що вона готова випробувати себе. Таабе, який очолює пошуковий загін з метою вистежити пуму, що напала на мисливців племені, погоджується взяти Нару з собою. Вони знаходять пораненого члена племені і збираються повертатися назад, але Таабе вирішує залишитися, щоб знайти пуму та завершити полювання. Нару, виявивши незвичайні сліди Хижака, йде разом із Пааке і зустрічає Таабе. Разом вони встановлюють пастку для пуми, але та підкрадається та вбиває Пааке. Нару ранить пуму. Відвернувшись на незрозумілий спалах світла в лісі, вона падає з дерева і, вдарившись головою, втрачає свідомість. Таабе відносить її додому, але повертається прикінчити пуму, що ослабла, — що зробить його новим вождем племені. Переконана, що реальна загроза все ще існує, Нару втікає з дому разом із Сарі напередодні дня полювання. Незабаром вона знаходить череду вбитих бізонів із здертими шкурами, а пізніше намагається вбити ведмедя-гризлі. Але незабаром сама виявляється загнаною звіром у пастку. Раптом ведмедя атакує та вбиває невідому істоту, що дає Нару можливість втекти. Незабаром вона натикається на групу мисливців-команчів, посланих на її пошуки, щоби відвести додому. Розпалюється суперечка, яка переростає у бійку, але істота нападає на них і вбиває чоловіків одного за одним. Нару намагається втекти, проте потрапляє у розставлений кимось капкан. Бачачи, що вона не загрожує, нападник залишає її і просто йде. Французькі мисливці, які вбили раніше бізонів через їхні шкур, знаходять Нару і беруть її в полон, наказуючи своєму перекладачеві Рафаелю Адоліні розпитати її про істоту. Коли Нару відмовляється говорити, ватажок мисливців показує їй також захопленого Таабе в полон і катує його, потім пов'язує їх обох і залишає як приманку для Хижака. Але істота, використовуючи просунуті технології та озброєння, сама нападає та вбиває більшість мисливців, даючи час Нару та Таабі втекти. Нару бореться з мисливцями в таборі, рятує спійманого ними Сарі і випадково натикається на Рафаеля, який вмирає після сутички, який вчить її поводженню з пістолетом в обмін на своє лікування. Виконуючи договір, Нару дає йому частину лікувальних трав для зупинки кровотечі з ран. І при новій атаці істоти Рафаель несподівано розуміє, що ці трави також унеможливлюють його виявлення Хижаком у тепловому спектрі, знижуючи температуру тіла людини. Істота не може побачити Рафаеля, що прикинувся мертвим, за допомогою теплового зору. Однак незабаром, зачепивши його поранену ногу і почувши скрик, вбиває його. Таабе атакує верхи на коні і рятує Нару. Разом вони майже долають Хижака, але той включає режим невидимості, а потім підкрадається до Тааби та вбиває його. Нару тікає в ліс, і біля річки знаходить ватажка мисливців, який раніше катував Таабе. Вона нападає на нього і калічить, а потім залишає поруч незаряджену зброю. Сама Нару використовує траву, яка знижує температуру тіла та ховає теплову мітку, використовуючи пораненого мисливця як наживку для Хижака. Поки Хижаць вбиває ватажка, вона ранить його з пістолета, даного їй Адоліні, збиває шолом і тікає з ним у ліси. Застосовуючи свої спостереження про тактику та поведінку істоти, Нару заманює його в трясовину, в яку сама потрапила раніше, і використовує прицільний візер шолома Хижака проти нього самого. Хижак гине, а Нару відрубує йому голову і малює на обличчі смуги кров'ю, що світиться. Вона забирає голову Хижака та пістолет[a]. Потім Нару повертається до людей свого племені, які гадали, що вона загинула. Дівчина каже їм, що небезпека близько і настав час шукати новий будинок. Плем'я вшановує її, обличчя Нару світиться гордістю, вона стає новим вождем племені. Наприкінці титрів (також у вигляді стилізованого живопису індіанців) показані ще три кораблі Хижаків, що прибувають на Землю і прямують до племені.

## У ролях
| Актор           | Роль  |
| --------------- | ----- |
| Ембер Мідфандер | Нару  |
| Дейн Дайлігро   | Хижак |
| Мішель Траш     | Акура |

## Виробництво
У грудні 2019 року Ден Трахтенберг оголосив про початок роботи над фільмом під робочою назвою «Черепи» за сценарієм Патріка Ейсона. У листопаді 2020 стало відомо, що це буде п'ятий фільм франшизи «Хижак». Продюсує виробництво компанія The Walt Disney Company через студію 20th Century Studios.
Головну роль у фільмі, дівчину з племені команчі, що стала воїном всупереч законам племені, зіграла Ембер Мідфандер. Вона була обрана завдяки сучасній тенденції, згідно з якою ролі індіанців повинні виконувати актори з індіанським корінням. Зйомки картини проходили в Калгарі, закінчилися до липня 2021 року. Прем'єра намічена на 2022. Можливо, фільм не потрапить у широкий прокат і транслюватиметься лише на стримінговій платформі Hulu.
Наприкінці липня 2021 року режисер фільму спростував чутки про назву картини, нагадавши, що ЗМІ часто повідомляють робочу назву, що використовується під час зйомок. Раніше продюсери картини Джон Девіс та Джон Фокс заявили, що фільм називається «Череп».
За словами продюсерів, новий фільм більше нагадуватиме картину «Той, хто вижив», ніж минулі фільми франшизи. За словами Джона Фокса, сюжет фільму повернеться до витоків, до того, що зробило успішною першу частину франшизи. Тому в основу сюжету ляже історія про людину здатну виявляти спостережливість і винахідливість, щоб перемогти сильнішого супротивника. Джон Девіс вважає, що фільм можна порівняти за якістю з «Хижаком» 1987 року або навіть перевершить його. На його думку, центральний персонаж зможе стати гідним наступником героя Арнольда Шварценеггера.